# Спеціальний приз журі (Венеційський кінофестиваль)
Спеціальний приз журі (італ. Premio speciale della giuria) — офіційна нагорода, яку з 2013 року вручають на Венеційському кінофестивалі. Нею нагороджують один або два фільми на рік.

## Переможці
| Рік  | Фільм                 | Оригінальна назва                      | Режисер(и)       | Країна                  |
| ---- | --------------------- | -------------------------------------- | ---------------- | ----------------------- |
| 2013 | Дружина поліцейського | Die Frau des Polizisten                | Філіп Ґренінґ    | Німеччина               |
| 2014 | Сівас                 | Sivas                                  | Каан Мюждеджи    | Туреччина               |
| 2015 | Божевілля             | Abluka                                 | Емін Альпер      | Туреччина Франція Катар |
| 2016 | Погана партія         | The Bad Batch                          | Ана Лілі Амірпур | США                     |
| 2017 | Мила країна           | Sweet Country                          | Ворвік Торнтон   | Австралія               |
| 2018 | Соловей               | The Nightingale                        | Дженніфер Кент   | Австралія               |
| 2019 | Мафія вже не та…      | La mafia non è più quella di una volta | Франко Мареско   | Італія                  |